# تله‌کیبل
تله‌کیبل (انگلیسی: Telecable) شرکت مخابرات اسپانیایی است، که در سال ۱۹۹۵ تأسیس شد.